# Sapienza - Università di Roma
Sapienza – Università di Roma, undertiden også blot La Sapienza (italiensk: Visdommen) er et universitet beliggende i Rom, Italien. Universitetet er med sine 147.000 studerende (2008) Europas største og et af de største i verden. 
Universitetet blev grundlagt 20. april 1303 af pave Bonifatius 8.. 
I dag består universitetet af 21 fakulteter, 21 museer, 155 biblioteker og 130 institustioner. Universitet råder over flere campusser, hvoraf det største er 439.000 kvm. stort og er beliggende nær jernbanestationen Termini. Universitetet har desuden campusser i forstæderne Civitavecchia, Latina, Pomezia og Rieti. Universitetsbiblioteket Alessandrina, opført 1670, råder over 1,5 mio. titler.